# Bebi
Bebi war ein altägyptischer Wesir, der unter Mentuhotep II. amtierte. Bebi ist mit Sicherheit nur von einem Reliefblock bekannt, der sich im Totentempel des Herrschers in Deir el-Bahari fand und ihn, seinen Namen und Teile der Wesirstitulatur zeigt. Es gibt einen Schatzmeister, der in etwa auch unter Mentuhotep II. datiert und vielleicht mit Bebi gleichzusetzen ist. Stimmt diese Gleichsetzung, kann eine Karriere von einem Schatzmeister zu einem Wesir rekonstruiert werden.